# Lista dos maiores insetos

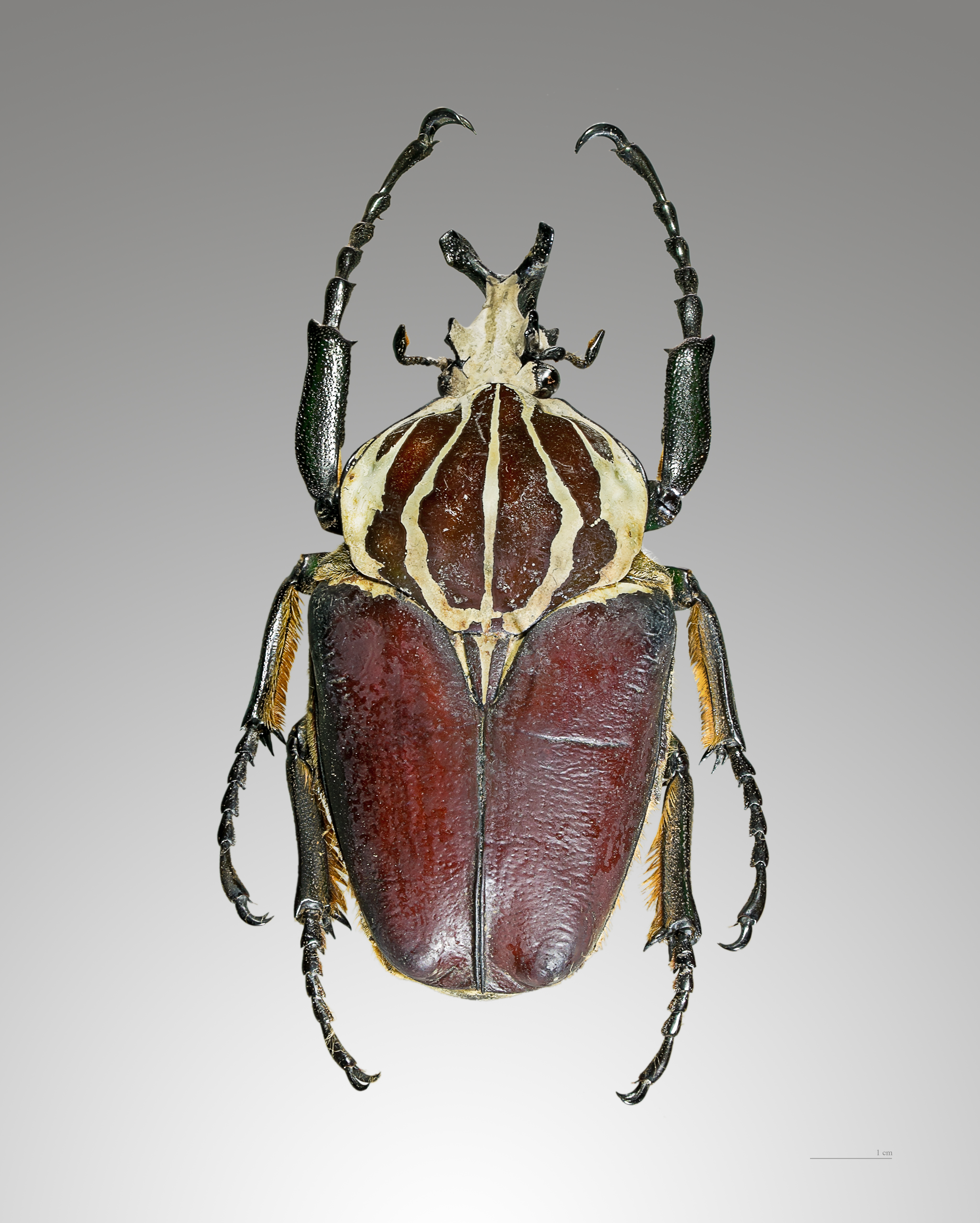
O estágio larval do besouro golias é considerado, sem dúvidas, o mais pesado do mundo

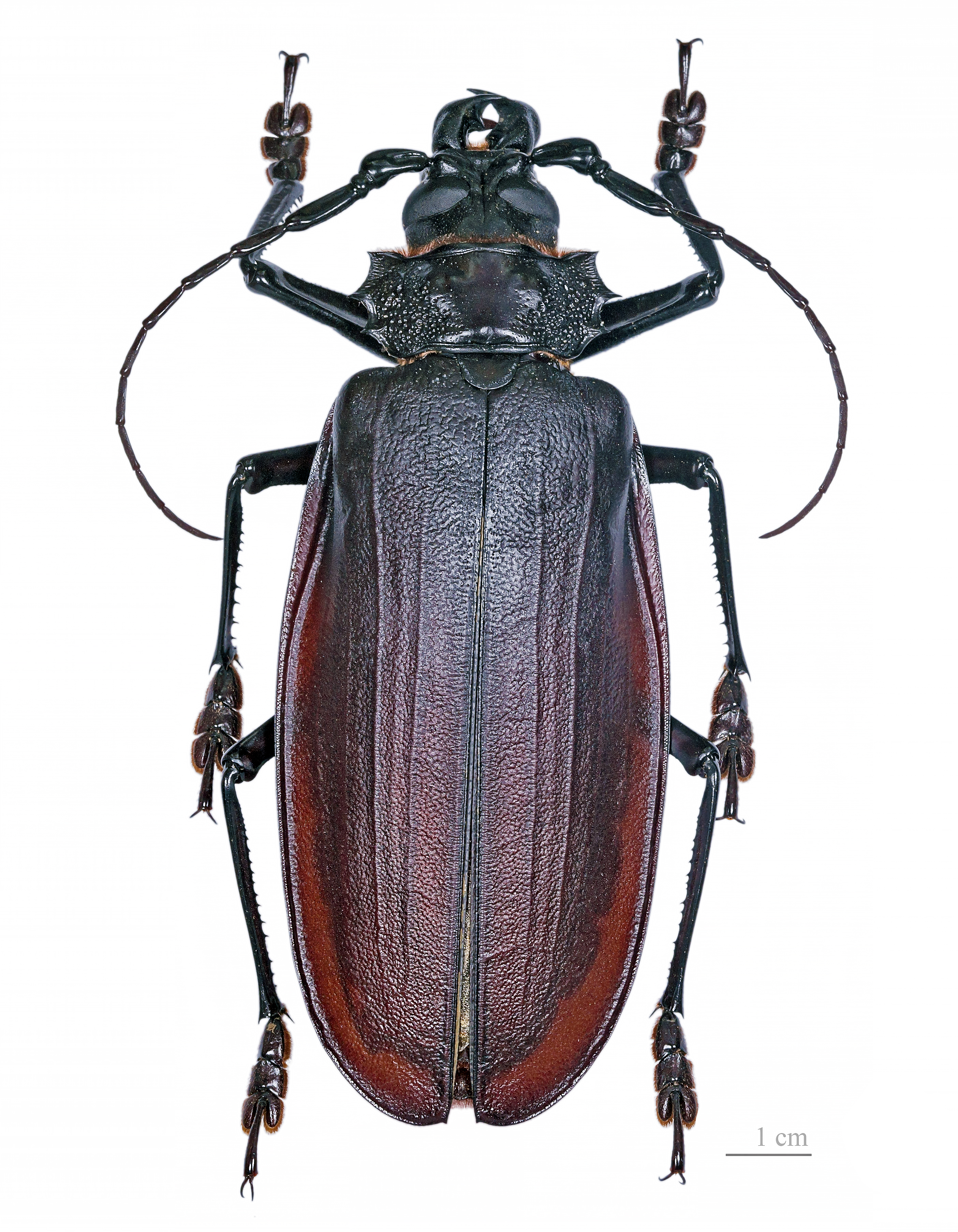
Titanus giganteus

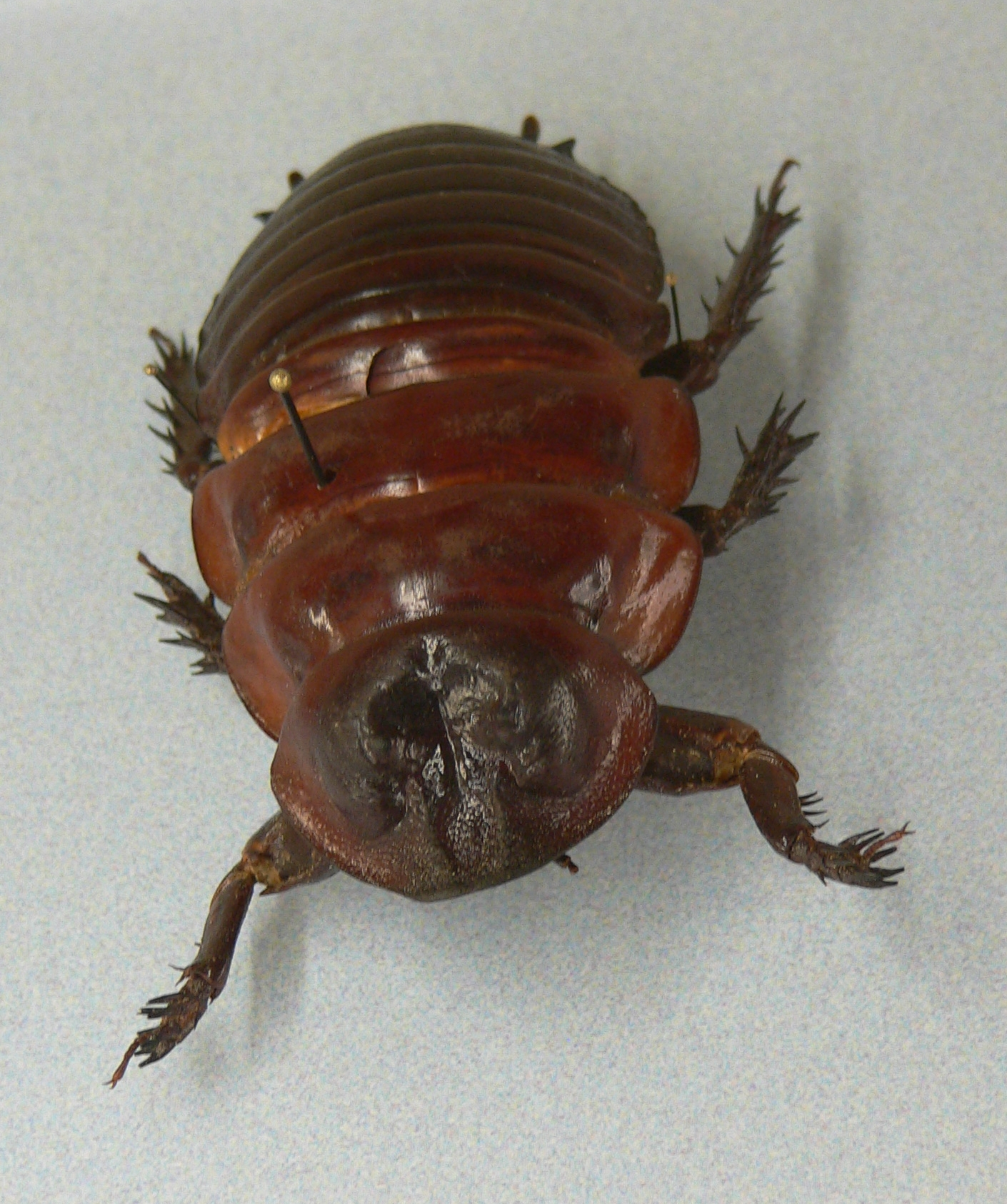
Barata-rinoceronte, a maior do mundo

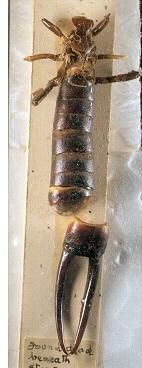
Tesourinha-gigante-de-Santa-Helena

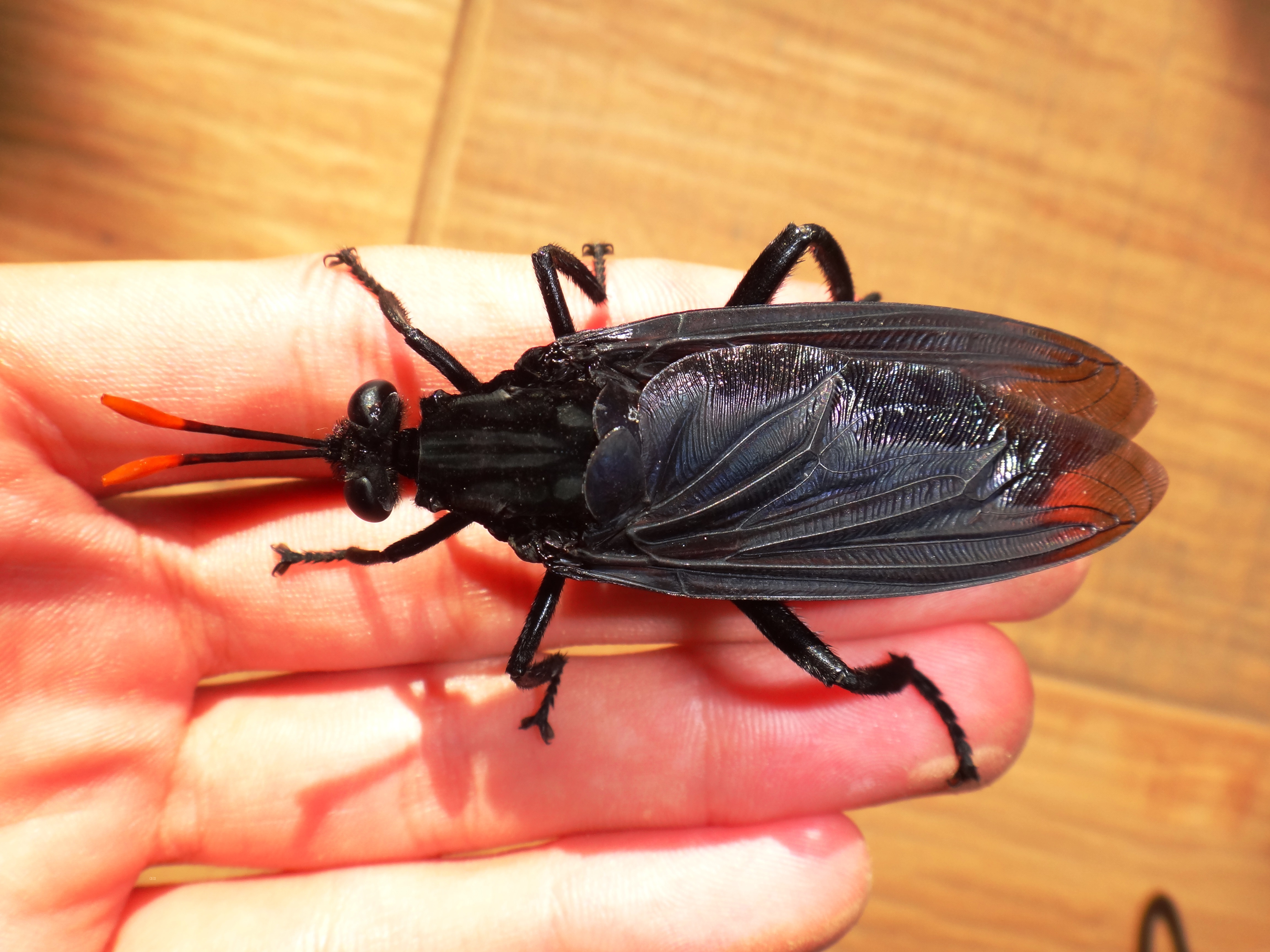
A maior mosca do mundo, Gauromydas heros

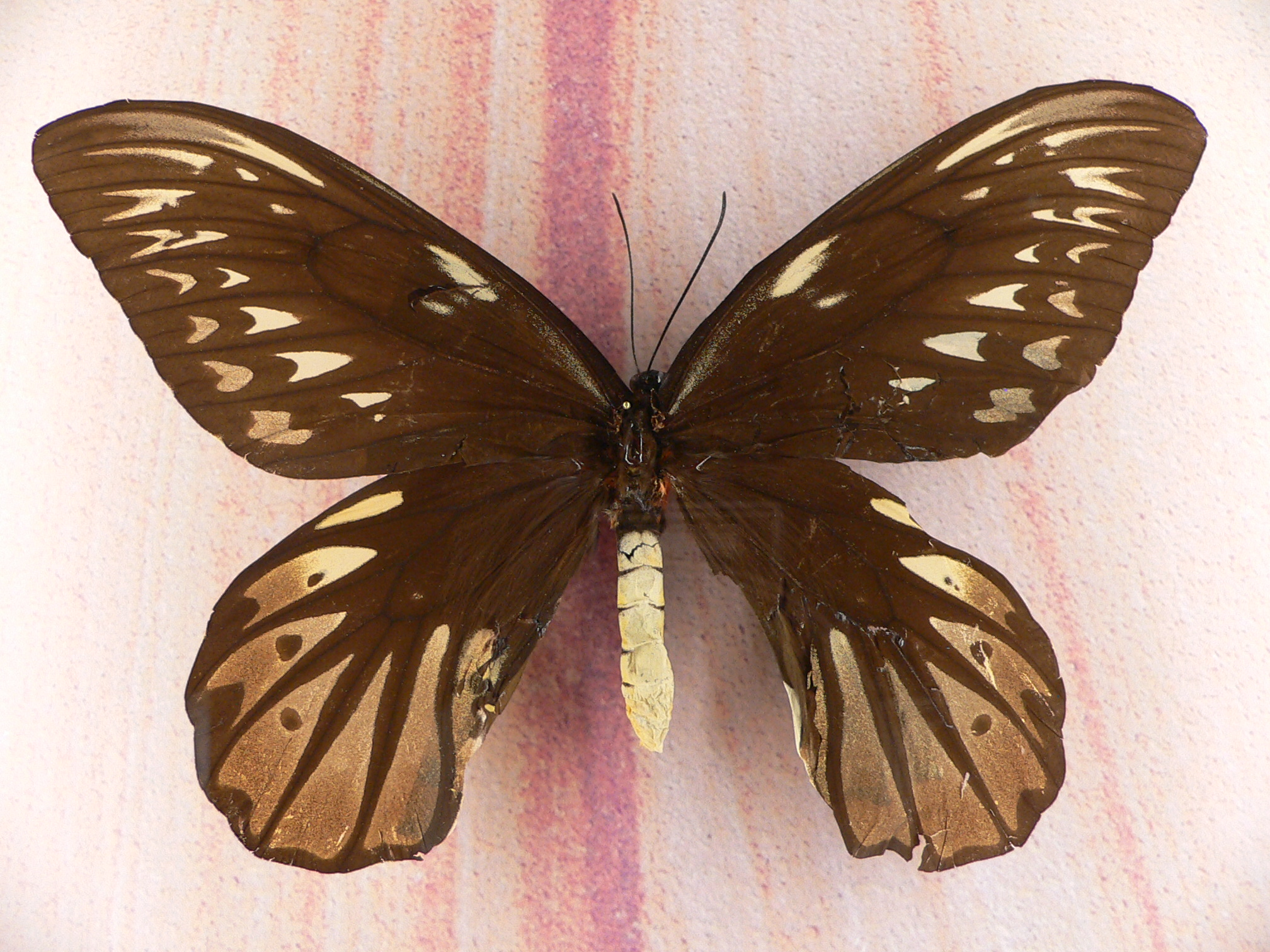
Ornithoptera alexandrae é a maior espécie de borboleta do mundo.

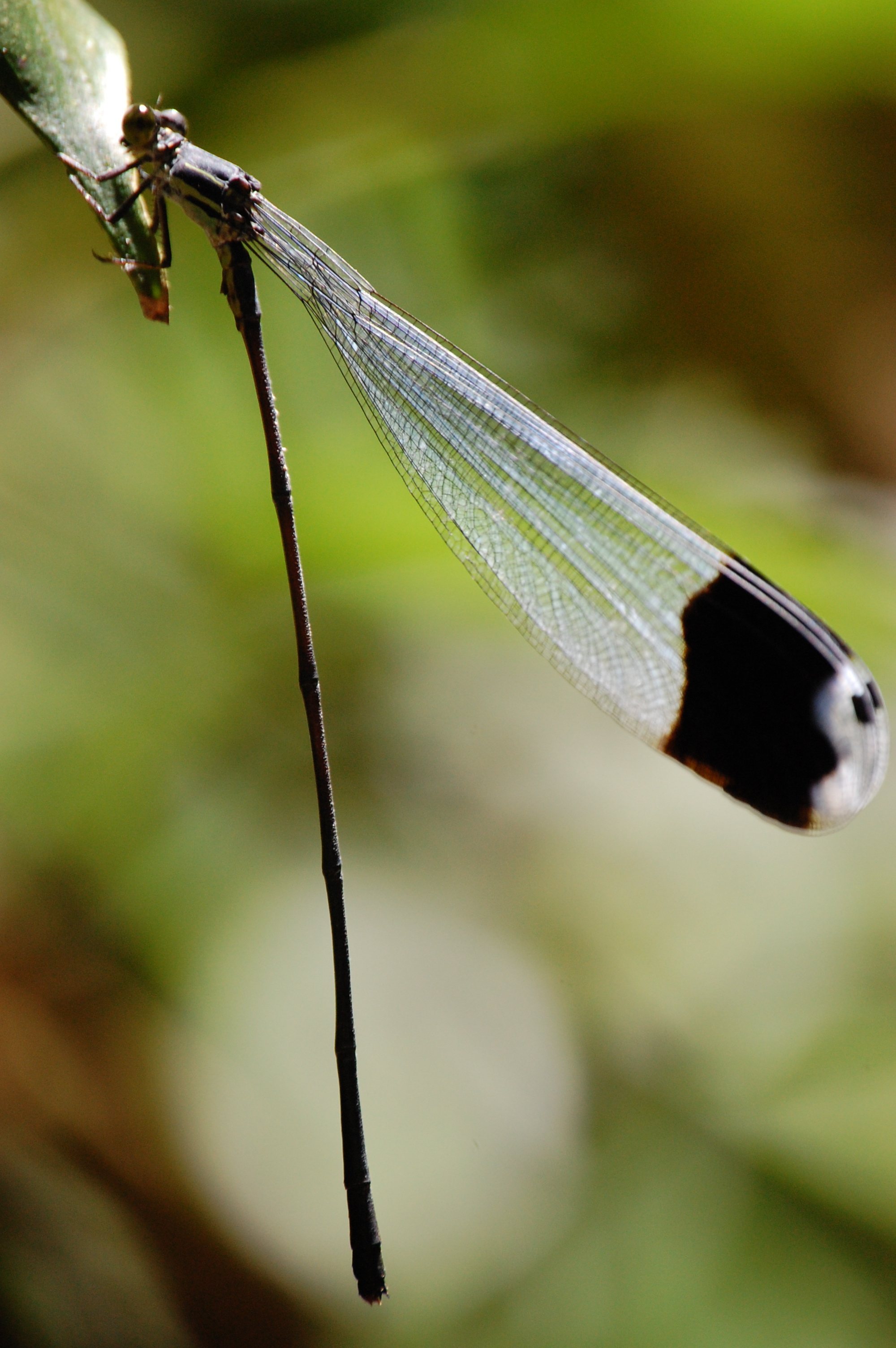
A donzelinha Megaloprepus caerulatus é a maior espécie de sua ordem

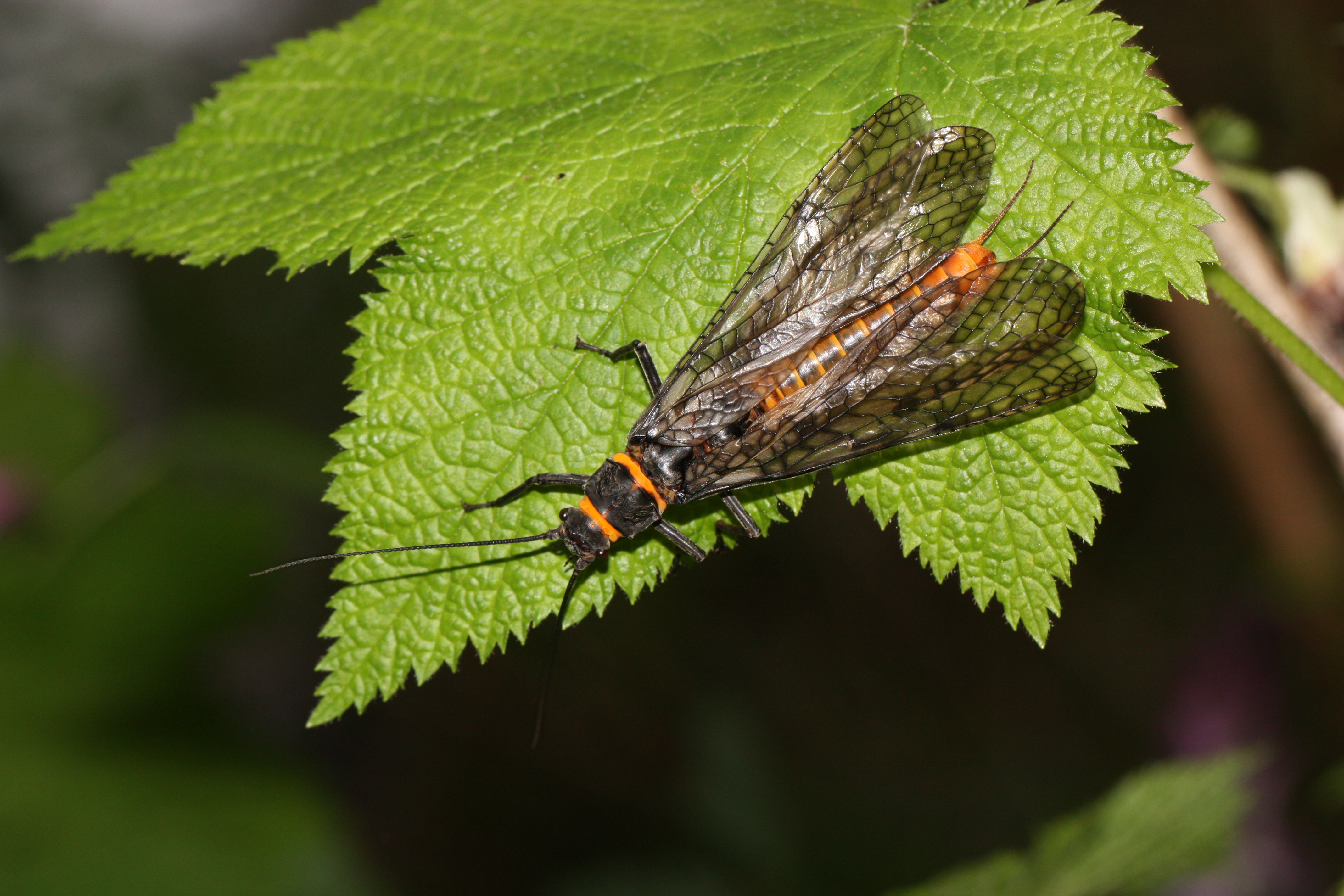
O maior plecóptero do mundo, Pteronarcys californica

Os insetos, que são um dos representantes do filo Arthropoda, são facilmente o mais numeroso grupo de organismos no planeta, com cerca de um milhão de espécies identificadas até agora. O título de inseto mais pesado do mundo tem muitos concorrentes, e o mais frequentemente coroado é o estágio larval do besouro golias, Goliathus goliatus, as maiores medidas são de, pelo menos, 115 g e 11,5 cm. O maior peso confirmado de um inseto adulto é de 71 g para o grilo gigante Deinacrida heteracantha, embora seja provável que um dos besouros elefantes, Megasoma elephas e Megasoma actaeon, ou o besouro golias, os quais comumente podem exceder 50 g e 10 cm, pode atingir um peso maior.
Os insetos mais longos são os bichos-pau, veja abaixo.
Representantes da extinta ordem de libélulas gigantes, os Meganisoptera, como os Meganeura monyi do Carbonífero e os Meganeuropsis permiana, do Permiano, são as maiores espécies de insetos que já existiram. Estas criaturas tinha uma envergadura de cerca de 75 cm e um peso corporal estimado de mais de 450 g, aproximando-se do tamanho de um corvo.
- Baratas (Blattodea)

- Besouros (Coleoptera)

Os besouros são a maior ordem de organismos da Terra, com cerca de 350 mil espécies identificadas até agora. As espécies mais pesadas estão nos gêneros de besouros Goliathus, Megasoma e Titanus já mencionadas. A espécies mais longa é o besouro-hércules, Dynastes hercules, com um comprimento total máximo de, pelo menos, 16,7 cm, incluindo o muito longo chifre pronotal.
- Tesourinhas (Dermaptera)

A maior das tesourinhas é a tesourinha-gigante-de-Santa-Helena (Labidura herculeana), que pode medir até 8,4 cm de comprimento.

- Moscas (Diptera)

A maior espécie de esta enorme ordem é a mosca Gauromydas heros, que pode atingir um comprimento de 7 cm e uma envergadura de 10 cm. A maior espécie de mosquito, Holorusia brobdignagius, pode atingir quase a mesma envergadura, mas se as pernas forem estendidas à frente e atrás do corpo, teremos um comprimento total de 23 cm, fazendo com que seja o mais longo díptero.
- Efeméridas (Ephemeroptera)

Os maiores efemerópteros são membros do gênero Proboscidoplocia de Madagascar. Estes insetos podem atingir um comprimento de 5 cm.
- Percevejos e cigarras (Hemiptera)

A maior espécie desta diversa e enorme ordem é a barata d'água gigante, Lethocerus maximus. Esta espécie pode atingir um comprimento de 11,6 cm, embora seja mais fino e menos pesado do que a maioria dos outros insetos deste tamanho (principalmente os enormes besouros).
- Formigas, abelhas e vespas (Hymenoptera)

A maior das formigas, e a espécie mais pesada  da ordem, são as fêmeas de Dorylus helvolus, atingindo um comprimento de 5 cm. A formiga com a maior média de tamanho entre os indivíduos da colônia é Dinoponera gigantea, com média de até 3,3 cm. Outra formiga que é nativa da Austrália, Myrmecia brevinoda, as operárias são reportadas como tendo 3,7 cm, em média e rainhas têm mais de 4 cm de comprimento. 
A maior das espécies de abelhas, também na ordem Hymenoptera, é Megachile pluto, as fêmeas podem ter 3,8 cm de comprimento, com uma envergadura de 6,3 cm. 
A maior vespa é provavelmente a vespa caçadora de tarântulas Pepsis pulszkyi, de até 6,8 cm de comprimento e 11,6 cm de envergadura, embora muitas outras espécies de Pepsis possam se aproximar de um tamanho semelhante.
- Cupins (Isoptera)

O maior cupim pertence à espécie africana Macrotermes bellicosus. A rainha desta espécie pode atingir o comprimento de 10,6 cm e largura de 5,5 cm. Outros adultos, no entanto, medem cerca de um terço do tamanho da rainha.
- Borboletas e mariposas (Lepidoptera)

A maior espécie é provavelmente Ornithoptera alexandrae, uma borboleta, ou a mariposa Atlas, Attacus atlas. Ambas espécies podem ultrapassar o comprimento de 8 cm, uma envergadura de 28 cm e um peso de 12 g. Suas larvas podem pesar até 58 g. No entanto, a mariposa-imperador, Thysania agrippina, tem a maior envergadura registrada da ordem, e na verdade de qualquer inseto que vive, de até 30 cm, embora seja ultrapassado em área de superfície e massa por Ornithoptera e Attacus.
- Louva-a-deus (Mantodea)

 Os louva-a-deus gigantes do gênero Rhombodera podem atingir o comprimento de cerca de 12 centímetros e são mais robustos do que outros integrantes da mesma ordem de tamanho comparável de gêneros como Tenodera, Hierodula, Sphodromantis e Plistospilota. Algumas espécies maiores são conhecidas por capturar e consumir rãs, lagartos, ratos, pássaros pequenos e até mesmo cobras. Alguns louva-a-deus semelhantes a galhos do gênero Toxodera e Solygia pode atingir comprimentos de 20 cm, mas são mais graciosos quanto ao estilo do que outros grandes mantódeos. 
- Libélulas e donzelinhas (Odonata)

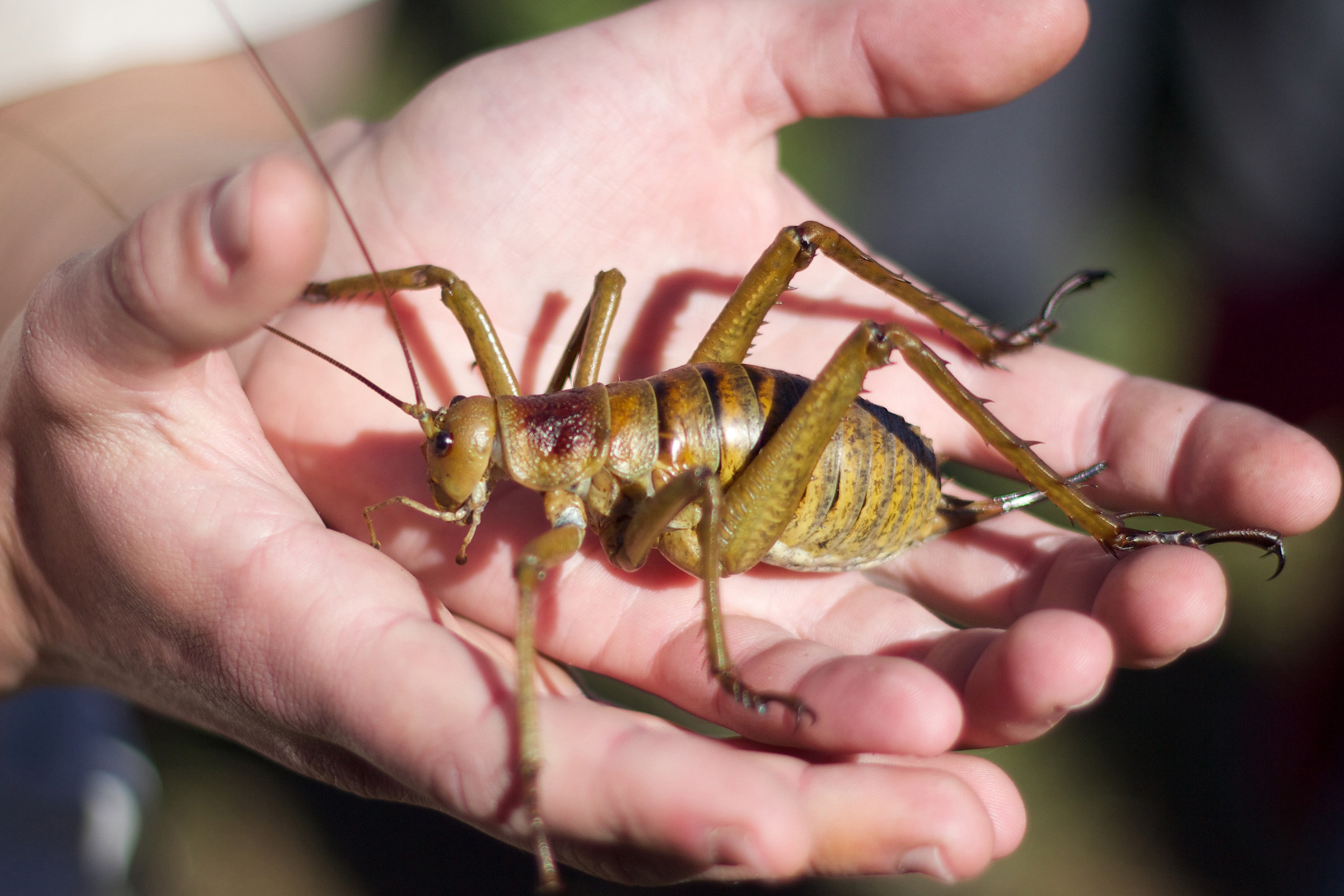
O Weta gigante, Deinacrida heteracantha

A maior espécie vivente dos odonata é Megaloprepus caerulatus, atingindo um tamanho de mais ou menos 19 centímetros de asa a asa e um comprimento de corpo de mais de 12 cm. A maior espécie de libélula que já existiu pertence o extinto gênero Meganeura.
- Gafanhotos, esperanças e grilos (Orthoptera)

A maior deste generalizado, variado complexo de insetos é o grilo Weta gigante, Deinacrida heteracantha, da Nova Zelândia. Este inseto formidável pode pesar mais de 75 g e medir até cerca de 10 cm, rivalizando com os enormes besouros em tamanho.
- Bichos-pau (Phasmatodea)

O bicho-pau mais longo conhecido é Phobaeticus chani, com uma amostra mantida no Museu de História Natural de Londres medindo 567 milímetros (56,7 cm) de comprimento total. Esta medida é, no entanto, com as pernas dianteiras totalmente estendidas. O corpo sozinho mede 357 milímetros (35,7 cm). A terceira maior espécie da ordem é o bicho-pau-de-Bornéu (Phobaeticus kirbyi), que mede cerca de 328 mm (32,8 cm), enquanto o comprimento total (das pernas posteriores às anteriores) é de até 546 mm (54,6 cm), e o peso corporal é de até 72 g. O segundo maior inseto em termos de comprimento total é Phobaeticus serratipes, medindo até 555 milímetros (55,5 cm).

- Plecópteros (Plecoptera)

A maior espécie de plecóptero é Pteronarcys californica, uma espécie usada pelos pescadores como isca. Esta espécie pode atingir um comprimento de 5 cm e uma envergadura de quase 7,5 cm.
- Piolhos-de-livro (Psocoptera)

O maior desta ordem de insetos muito pequenos é o corrodêncio do gênero Psocus, o maior tamanho que podem atingir é de cerca de 1 cm.
- Pulgas (Siphonaptera)

A maior espécie de pulga é Hystrichopsylla schefferi. Este parasita, conhecido exclusivamente a partir da pele de um castor-das-montanhas, pode atingir um comprimento de 1,2 cm.
- Lacerdinhas (Thysanoptera)

Os membros do gênero Phasmothrips são os maiores tripes. O tamanho máximo destas espécies é de cerca de 1.3 cm.